# ガストーラス

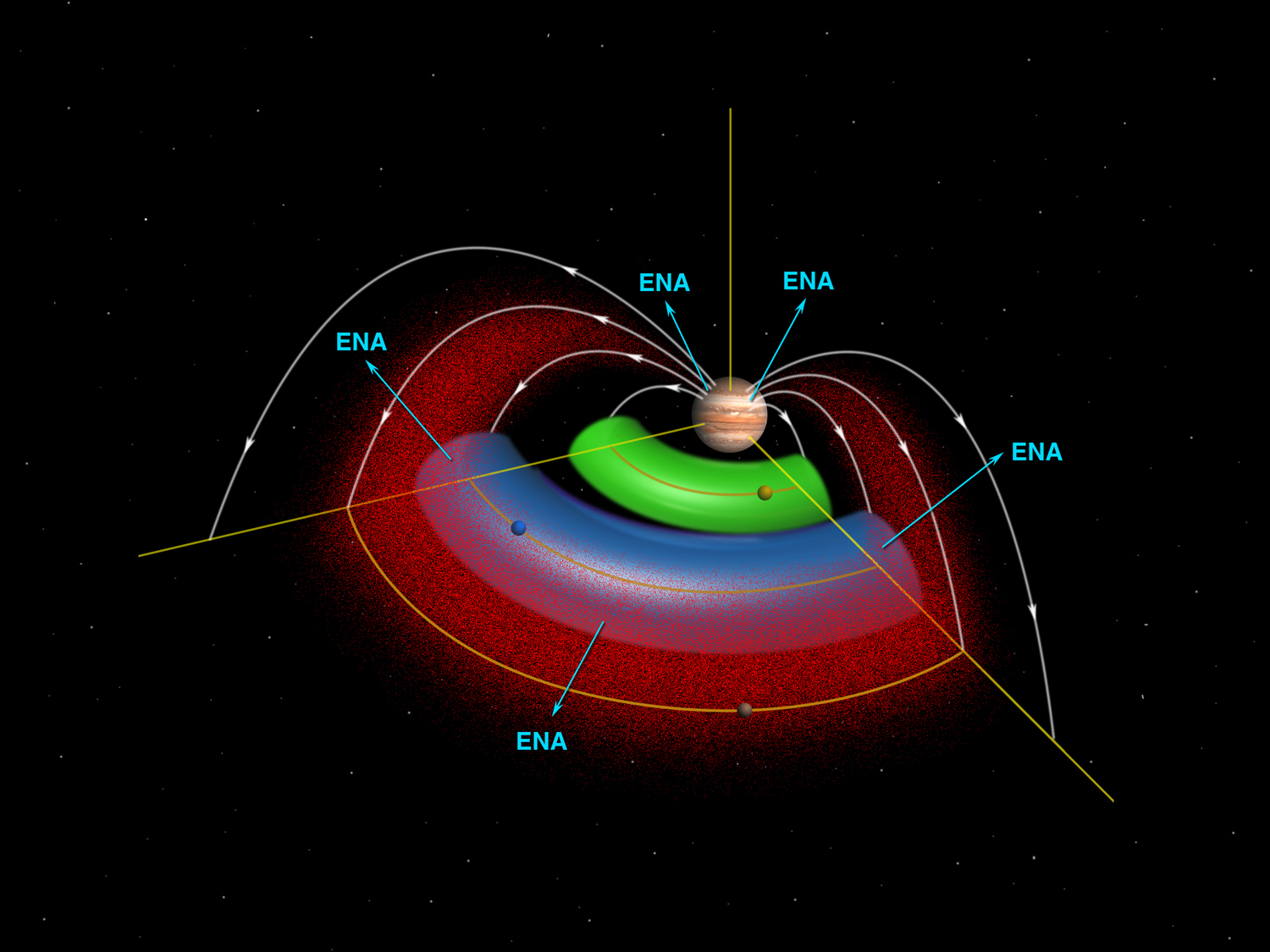
イオ（緑）とエウロパ（青）によって形成された木星のガストーラス

ガストーラス (Gas torus) は、惑星をトーラス状に取り囲むガスやプラズマの雲である。

## 概要
太陽系では、衛星の大気と惑星の磁場の相互作用によって形成される。最も有名なのは、イオのプラズマトーラスであり、火山性のイオの希薄な大気から毎秒約1トンの酸素と硫黄がイオン化して形成される。その他の例には、エンケラドゥスの酸素と水素の巨大な中性トーラスや、まだ観測はされていないがタイタンの窒素のトーラスがある。
ラリー・ニーヴンの小説『インテグラル・ツリー』や続編の『スモークリング』は、中性子星の周りを公転する木星型惑星の周りの密度の濃いトーラス内で人間を含む生物が生存する世界が描かれている。